# Игрок года по версии болельщиков ПФА
Игрок года по версии болельщиков Профессиональной футбольной ассоциации (англ. Professional Footballers' Association Fans' Player of the Year) — ежегодная награда лучшим футболистам в четырёх высших дивизионах английского футбола (Премьер-лига, Чемпионшип, Лига 1 и Лига 2), присуждаемая по итогам голосования болельщиков.
Список кандидатов на получение награды публикуется членами Профессиональной футбольной ассоциации (PFA), после чего болельщики отдают голоса за лучшего, по их мнению, футболиста прошедшего сезона в каждом из четырёх высших дивизионов чемпионата Англии. Победителями считаются футболисты, набравшие максимальное количество голосов болельщиков. Награда считается достаточно престижной, так как отражает мнение болельщиков.
Впервые награда была вручена в сезоне 2000/01, её обладателями стали Стивен Джеррард, Крис Барт-Уильямс, Брайан Тиннион и Бобби Замора, из «Ливерпуля», «Ноттингем Форест», «Бристоль Сити» и «Брайтон энд Хоув Альбион» соответственно.

## Список победителей
Полужирным шрифтом выделены футболисты, выигравшие награду во второй или третий раз.

### 2001
| Лига            | Игрок              | Клуб                     | Примечания                                                                   |
| --------------- | ------------------ | ------------------------ | ---------------------------------------------------------------------------- |
| Премьер-лига    | Стивен Джеррард    | Ливерпуль                | Первый победитель из Премьер-лиги Также выиграл награду Молодой игрок сезона |
| Первый дивизион | Крис Барт-Уилльямс | Ноттингем Форест         | Первый победитель из Первого дивизиона                                       |
| Второй дивизион | Брайан Тиннион     | Бристоль Сити            | Первый победитель из Второго дивизиона                                       |
| Третий дивизион | Бобби Замора       | Брайтон энд Хоув Альбион | Первый победитель из Третьего дивизиона                                      |

### 2002
| Лига            | Игрок             | Клуб                     | Примечания |
| --------------- | ----------------- | ------------------------ | --- |
| Премьер-лига    | Руд ван Нистелрой | Манчестер Юнайтед        | Первый обладатель награды не из Англии Первый обладатель награды не из Великобритании Первый обладатель награды не с Британских островов Также выиграл награду Игрок года по версии футболистов |
| Первый дивизион | Дин Старридж      | Вулверхэмптон Уондерерс  | |
| Второй дивизион | Бобби Замора      | Брайтон энд Хоув Альбион | Первый футболист, выигравший награду дважды Первый футболист, выигравший награду в двух разных лигах                                                                                            |
| Третий дивизион | Мэттью Тейлор     | Лутон Таун               | |

### 2003
| Лига            | Игрок         | Клуб         | Примечания                                                                                                |
| --------------- | ------------- | ------------ | --- |
| Премьер-лига    | Тьерри Анри   | Арсенал      | Также выиграл награду Игрок года по версии футболистов Также выиграл награду Футболист года по версии АФЖ |
| Первый дивизион | Линвой Примус | Портсмут     | |
| Второй дивизион | Роберт Эрншоу | Кардифф Сити | |
| Третий дивизион | Леон Бриттон  | Суонси Сити  | |

### 2004
| Лига            | Игрок          | Клуб             | Примечания |
| --------------- | -------------- | ---------------- | --- |
| Премьер-лига    | Тьерри Анри    | Арсенал          | Первый футболист, выигравший награду второй раз подряд Первый футболист, выигравший три награды в течение двух сезонов подряд Также выиграл награду Игрок года по версии футболистов Также выиграл награду Футболист года по версии АФЖ |
| Первый дивизион | Даррен Хакерби | Норвич Сити      | |
| Второй дивизион | Нил Мосс       | Борнмут          | |
| Третий дивизион | Ли Харпер      | Нортгемптон Таун | |

### 2005
| Лига         | Игрок         | Клуб             | Примечания                                         |
| ------------ | ------------- | ---------------- | -------------------------------------------------- |
| Премьер-лига | Фрэнк Лэмпард | Челси            | Также выиграл награду Футболист года по версии АФЖ |
| Чемпионшип   | Пол Маккенна  | Престон Норт Энд |                                                    |
| Лига 1       | Кит Саутерн   | Блэкпул          |                                                    |
| Лига 2       | Адам Барретт  | Саутенд Юнайтед  |                                                    |

### 2006
| Лига         | Игрок           | Клуб              | Примечания                               |
| ------------ | --------------- | ----------------- | ---------------------------------------- |
| Премьер-лига | Уэйн Руни       | Манчестер Юнайтед | Также выиграл награду Молодой игрок года |
| Чемпионшип   | Кевин Дойл      | Рединг            |                                          |
| Лига 1       | Дэррил Флахаван | Саутенд Юнайтед   |                                          |
| Лига 2       | Карл Хоули      | Карлайл Юнайтед   |                                          |

### 2007
| Лига         | Игрок             | Клуб                    | Примечания |
| ------------ | ----------------- | ----------------------- | --- |
| Премьер-лига | Криштиану Роналду | Манчестер Юнайтед       | Первый футболист, выигравший все четыре основные награды в одном сезоне Первый футболист, выигравший все три индивидуальные награды ПФА в одном сезоне Также выиграл награду Игрок года по версии футболистов Также выиграл награду Футболист года по версии АФЖ Также выиграл награду Молодой игрок года |
| Чемпионшип   | Мэттью Мюррей     | Вулверхэмптон Уондерерс | |
| Лига 1       | Билли Шарп        | Сканторп Юнайтед        | |
| Лига 2       | Ли Пикок          | Суиндон Таун            | |

### 2008
| Лига         | Игрок             | Клуб              | Примечания                                                                                                |
| ------------ | ----------------- | ----------------- | --- |
| Премьер-лига | Криштиану Роналду | Манчестер Юнайтед | Также выиграл награду Игрок года по версии футболистов Также выиграл награду Футболист года по версии АФЖ |
| Чемпионшип   | Джеймс Битти      | Шеффилд Юнайтед   | |
| Лига 1       | Джей Симпсон      | Миллуолл          | |
| Лига 2       | Джек Лестер       | Честерфилд        | |

### 2009
| Лига         | Игрок            | Клуб                               | Примечания                                         |
| ------------ | ---------------- | ---------------------------------- | -------------------------------------------------- |
| Премьер-лига | Стивен Джеррард  | Ливерпуль                          | Также выиграл награду Футболист года по версии АФЖ |
| Чемпионшип   | Маркус Тадгей    | Шеффилд Уэнсдей                    |                                                    |
| Лига 1       | Джермейн Бекфорд | Лидс Юнайтед                       |                                                    |
| Лига 2       | Джордан Роудс    | Бренфорд (арендован у Ипсвич Таун) |                                                    |

### 2010
| Лига         | Игрок           | Клуб                 | Примечания |
| ------------ | --------------- | -------------------- | --- |
| Премьер-лига | Уэйн Руни       | Манчестер Юнайтед    | Также выиграл награду Игрок года по версии футболистов ПФА Также выиграл награду Футболист года по версии АФЖ |
| Чемпионшип   | Грэм Дорранс    | Вест Бромвич Альбион | |
| Лига 1       | Рики Ламберт    | Саутгемптон          | |
| Лига 2       | Каспер Шмейхель | Ноттс Каунти         | |

### 2011
| Лига         | Игрок           | Клуб             | Примечания |
| ------------ | --------------- | ---------------- | ---------- |
| Премьер-лига | Раул Мейрелиш   | Ливерпуль        |            |
| Чемпионшип   | Дэнни Грэм      | Уотфорд          |            |
| Лига 1       | Питер Кларк     | Хаддерсфилд Таун |            |
| Лига 2       | Коди Макдональд | Джиллингем       |            |

### 2012
| Лига         | Игрок           | Клуб            | Примечания |
| ------------ | --------------- | --------------- | --- |
| Премьер-лига | Робин ван Перси | Арсенал         | Также выиграл награду Игрок года по версии футболистов ПФА Также выиграл награду Футболист года по версии АФЖ |
| Чемпионшип   | Джей Родригес   | Бернли          | |
| Лига 1       | Жозе Семедо     | Шеффилд Уэнсдей | |
| Лига 2       | Льюис Граббан   | Ротерем Юнайтед | |

### 2013
- Награждения не было.

### 2014
| Лига         | Игрок         | Клуб            | Примечания |
| ------------ | ------------- | --------------- | ---------- |
| Премьер-лига | Луис Суарес   | Ливерпуль       |            |
| Чемпионшип   | Дэнни Ингз    | Бернли          |            |
| Лига 1       | Гарри Магуайр | Шеффилд Юнайтед |            |
| Лига 2       | Томми Ли      | Честерфилд      |            |

### 2015
| Лига         | Игрок          | Клуб             | Примечания |
| ------------ | -------------- | ---------------- | ---------- |
| Премьер-лига | Алексис Санчес | Арсенал          |            |
| Чемпионшип   | Гарри Артер    | Борнмут          |            |
| Лига 1       | Джо Гарнер     | Престон Норт Энд |            |
| Лига 2       | Мэтт Таббс     | Портсмут         |            |

### 2016
| Лига         | Игрок         | Клуб          | Примечания                                                 |
| ------------ | ------------- | ------------- | ---------------------------------------------------------- |
| Премьер-лига | Рияд Махрез   | Лестер Сити   | Также выиграл награду Игрок года по версии футболистов ПФА |
| Чемпионшип   | Даниэль Айяла | Мидлсбро      |                                                            |
| Лига 1       | Уилл Григг    | Уиган Атлетик |                                                            |
| Лига 2       | Грэм Кэри     | Плимут Аргайл |                                                            |

### 2017
| Лига         | Игрок        | Клуб              | Примечания |
| ------------ | ------------ | ----------------- | ---------- |
| Премьер-лига | Гарри Кейн   | Тоттенхэм Хотспур |            |
| Чемпионшип   | Дуайт Гейл   | Ньюкасл Юнайтед   |            |
| Лига 1       | Дэвид Уитер  | Болтон Уондерерс  |            |
| Лига 2       | Энда Стивенс | Портсмут          |            |

### 2018
| Лига         | Игрок           | Клуб            | Примечания |
| ------------ | --------------- | --------------- | --- |
| Премьер-лига | Мохаммед Салах  | Ливерпуль       | Также выиграл награду Игрок года по версии футболистов ПФА Также выиграл награду Футболист года по версии АФЖ Также выиграл награду Игрок сезона АПЛ |
| Чемпионшип   | Райан Сессеньон | Фулхэм          | |
| Лига 1       | Брэдли Дэк      | Блэкберн Роверс | |
| Лига 2       | Марк Макналти   | Ковентри Сити   | |

### 2019
| Лига         | Игрок         | Клуб             | Примечания                                  |
| ------------ | ------------- | ---------------- | ------------------------------------------- |
| Премьер-лига | Эден Азар     | Челси            | Также выиграл награду Плеймейкер сезона АПЛ |
| Чемпионшип   | Теэму Пукки   | Норвич Сити      |                                             |
| Лига 1       | Лайл Тейлор   | Чарльтон Атлетик |                                             |
| Лига 2       | Майкл Бостуик | Линкольн Сити    |                                             |

### 2020
| Лига         | Игрок          | Клуб            | Примечания |
| ------------ | -------------- | --------------- | ---------- |
| Премьер-лига | Садио Мане     | Ливерпуль       |            |
| Чемпионшип   | Люк Эйлинг     | Лидс Юнайтед    |            |
| Лига 1       | Джо Джейкобсон | Уиком Уондерерс |            |
| Лига 2       | Алекс Палмер   | Плимут Аргайл   |            |

### 2021
| Лига         | Игрок              | Клуб            | Примечания |
| ------------ | ------------------ | --------------- | ---------- |
| Премьер-лига | Мохаммед Салах (2) | Ливерпуль       |            |
| Чемпионшип   | Адам Армстронг     | Блэкберн Роверс |            |
| Лига 1       | Джерри Йейтс       | Блэкпул         |            |
| Лига 2       | Том Конлон         | Порт Вейл       |            |

### 2022
| Лига         | Игрок               | Клуб               | Примечания                                                                                                |
| ------------ | ------------------- | ------------------ | --- |
| Премьер-лига | Мохаммед Салах (3)  | Ливерпуль          | Также выиграл награду Игрок года по версии футболистов Также выиграл награду Футболист года по версии АФЖ |
| Чемпионшип   | Александар Митрович | Фулхэм             | |
| Лига 1       | Росс Стюарт         | Сандерленд         | |
| Лига 2       | Джамилл Мэтт        | Форест Грин Роверс | |

### 2023
| Лига              | Игрок            | Клуб                        | Примечания |
| ----------------- | ---------------- | --------------------------- | ---------- |
| Премьер-лига      | Маркус Рафшорд   | Манчестер Юнайтед           |            |
| Чемпионшип        | Амад Диалло      | Сандерленд                  |            |
| Лига 1            | Дэвид Макголдрик | Дерби Каунти                |            |
| Лига 2            | Эллиот Уотт      | Солфорд Сити                |            |
| Женская суперлига | Она Батлье       | Манчестер Юнайтед (женщины) |            |